# Operacja Cedar Falls

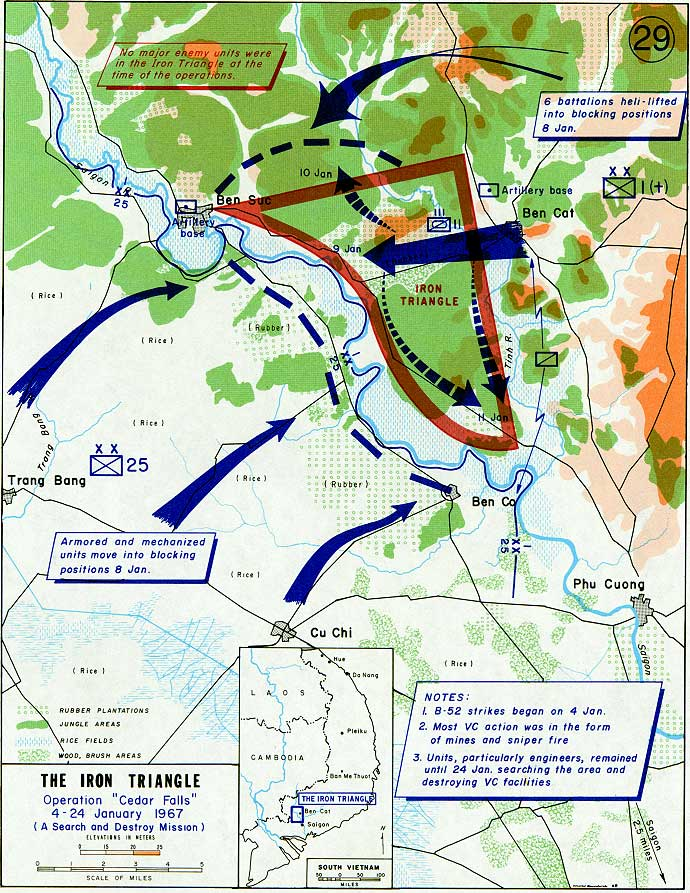
Mapa przedstawiająca przebieg operacji Cedar Falls

Operacja Cedar Falls – amerykańska operacja wojskowa podczas wojny wietnamskiej, skierowana przeciw tzw. „żelaznemu trójkątowi”, obszarowi położonemu na północ od Sajgonu, który był bastionem oddziałów Vietcongu. Operacja została przeprowadzona między 8 a 26 stycznia 1967 roku, przy stosunkowo niedużym wsparciu wojsk sajgońskich.

## Tło wydarzeń
Latem 1966 roku dowódca Military Assistance Command Vietnam (MACV), generał William Westmoreland, polecił dowództwu II Field Force opracowanie planu operacji w tzw. strefie C, zlokalizowanej pomiędzy Sajgonem a granicą wietnamsko-kambodżańską, która miała się odbyć wkrótce po Nowym Roku. Przygotowywana operacja otrzymała kryptonim „Junction City”. Preludium do niej miała być operacja Cedar Falls, której celem było unieszkodliwienie oddziałów Vietcongu w położonym na południowy wschód od strefy C „żelaznym trójkącie”. Operacja miała zostać przeprowadzona zgodnie z taktyką „młota i kowadła”, tj. południowo-zachodnia krawędź trójkąta, przebiegająca wzdłuż rzeki Sajgonu miała zostać silnie obsadzona (kowadło), natomiast z pozostałych stron – północnej i wschodniej miał nastąpić atak penetrujący obszar niczym młot.

## Przebieg
Między 5 a 8 stycznia przeprowadzono wstępną fazę operacji, polegającą na skrytym zajęciu pozycji „kowadła” oraz ataku z powietrza na wioskę Bến Súc. Atak na wieś zlokalizowaną w północno-zachodnim wierzchołku „żelaznego trójkąta” nastąpił 8 stycznia. Następnego dnia rozpoczęła się faza druga – elementy 11. Pułku Kawalerii Pancernej, 173. Brygady Powietrznodesantowej oraz 1. Dywizji Piechoty rozpoczęły natarcie ze wschodu i północy. Łącznie w operacji wzięły udział dwie amerykańskie dywizje piechoty i jedna południowowietnamska, silnie wspierane przez lotnictwo, wojska inżynieryjne i artylerię. Była to największa do tego czasu operacja wojskowa tej wojny.
Postępujące oddziały miały za zadanie niszczenie rozległej sieci tuneli Vietcongu. Odszukiwanie zakamuflowanych instalacji miała ułatwić wycinka niemal 1100 ha lasów, dokonywana przy użyciu buldożerów, oraz wyburzenie Bến Súc i okolicznych wsi. W związku z operacją blisko 6000 Wietnamczyków zostało przewiezionych do obozu przesiedleńczego w Phú Cường.
„Cedar Falls” stanowiła dla wojsk amerykańskich źródło doświadczeń w zakresie odnajdywania ukrytych instalacji Vietcongu, przygotowywania stref lądowań dla śmigłowców oraz baz ogniowych artylerii. Udoskonalone zostały procedury oczyszczania tuneli, a w świadomości opinii publicznej zaczęło funkcjonować pojęcie szczurów tunelowych.
Zakończona 26 stycznia operacja została uznana za zwycięską przez amerykańskich dowódców. Pomimo spenetrowania ważnej bazy Vietcongu, nie udało się jednak zniszczyć głównych sił przeciwnika w regionie ani złamać jego morale.